# «Макуха. Штрихи до політичного портрету Блоку Юлії Тимошенко»
«Макуха. Штрихи до політичного портрету Блоку Юлії Тимошенко» — книга українського історика, політика, письменника, публіциста та краєзнавеця Дмитра Чобота написана в 2008 році.
Автор в книзі розкриває постійні скандали і роздори у вищих ешелонах української влади, які створювала Юлія Тимошенко. Вони деморалізували народ, вели до розколу країни, підривали авторитет України у світі. Миру та згоди у вищих ешелонах української влади суспільство не бачило вже давно. Постійні брутальні протистояння, хамські звинувачення, дикунські чвари, безглуздий розбрат і публічна гризня стали звичними у сучасній політиці. Обман, фальш і наклепи перетворилися на інструменти для досягнення політичної мети. На прикладі аналізу гострого протистояння за період травня-червня 2008 р. автор приходить до висновку про деструктивну роль «Блоку Юлії Тимошенко». У зв'язку із цим у книзі приділено значну увагу діяльності цієї політичної сили. Наводиться чимало маловідомих або і зовсім невідомих фактів щодо майже половини народних депутатів України від БЮТ та вождів цієї бізнес-політичної організації. Книга розрахована на всіх, кому не байдужа доля Батьківщини. У цій книзі називаються конкретні факти відверто шкідницької і деструктивної роботи бютівських верховодів та їхньої організації в цілому. При цьому автор книги зауважує, що про велику кількість негідних, фарисейських вчинків вождів БЮТ він навіть не писав, бо хоча й був упевнений у їхній достовірності, та не мав достатніх доказів. Але те, що написано, безперечно, свідчить про підступні, цинічні і нахабні методи політичної боротьби Юлії Тимошенко та БЮТ.
Ще раніше Дмитро Чобіт написав книги «Монолітне болото, або ЗАТ БЮТ» (2006), «Фарисеї, або Неоголошена війна Україні» (2006), які також розкривають брудну роботу Юлії Тимошенко.